# Dead Inside (chanson)
Pour les articles homonymes, voir Dead Inside.
 (mars 2015).
Si vous disposez d'ouvrages ou d'articles de référence ou si vous connaissez des sites web de qualité traitant du thème abordé ici, merci de compléter l'article en donnant les références utiles à sa vérifiabilité et en les liant à la section « Notes et références ».
Singles de Muse
Panic Station
(2013) Mercy
(2015)
Pistes de Drones
[Drill Sergeant]
(2)
Dead Inside est le morceau d'ouverture de l'album Drones de Muse, paru en France le 8 juin 2015. Il s'agit du deuxième extrait issu de Drones, mais le premier single officiel de l'album et le 32e du groupe. Il est diffusé en première mondiale le 23 mars 2015, à 19 h 20 GMT sur BBC Radio 1 et de nombreuses radio du monde entier, ainsi que sur YouTube.
Le single est publié le 12 mai 2015 portant Psycho comme face B. Il s'agit du premier single physique depuis 2010.

## Les paroles
Dead Inside est la chanson d'ouverture de l'album Drones. Elle présente le début de l'aventure du personnage suivi tout au long de l'album, ayant perdu tout espoir et se sentant « mort de l’intérieur », le rendant ainsi vulnérable aux forces obscures et la manipulation mentale (exposée deux titres plus loin avec le morceau Psycho).
La chanson alterne des sonorités rock avec des solos de guitares et des sons électroniques. La structure musicale n'est pas sans rappeler la chanson Madness, publiée trois ans auparavant, utilisant un principe similaire.

## Clip vidéo
Il existe deux vidéos de Dead Inside. Une première sortie le 23 mars 2015 avec le single. Il s'agit d'une vidéo de paroles. Elle met en scène les paroles de la chanson et une femme nue dansant au rythme du morceau, le tout en noir et blanc avec un effet « kaléidoscope ». La seconde vidéo est le clip officiel du single et est tournée début avril 2015[réf. nécessaire]. Elle met en scène les danseurs américains Kathryn McCormick et William Wingfield dansant dans un hangar en agitant du talc.

## Classements hebdomadaires
| Classement (2015)                       | Meilleure position |
| --------------------------------------- | ------------------ |
| Belgique (Flandre Ultratop 50 Singles)  | 49                 |
| Belgique (Wallonie Ultratop 50 Singles) | 28                 |
| Canada (Canadian Hot 100)               | 94                 |
| Écosse (OCC)                            | 43                 |
| États-Unis (Rock & Alternative Airplay) | 1                  |
| France (SNEP)                           | 23                 |
| Royaume-Uni (UK Singles Chart)          | 71                 |
| Royaume-Uni (UK Rock Chart)             | 1                  |
| Suisse (Schweizer Hitparade)            | 44                 |

## Certifications
| Pays          | Certification | Unités certifiées |
| ------------- | ------------- | ----------------- |
| Italie (FIMI) | Or            | 25 000            |